# Discurso sobre las ciencias y las artes
Discurso sobre las ciencias y las artes (en francés original Discours sur les sciences et les arts) es un ensayo del filósofo suizo Jean-Jacques Rousseau escrito en el año 1750. 
Rousseau elaboró su discurso a partir de un anuncio publicado por la Académie des sciences, arts et belles-lettres de Dijon, en el periódico Mercure de France, en el cual ofrecían un premio al mejor ensayo que respondiera a la cuestión de si contribuye el desarrollo de las ciencias y el arte a mejorar la moralidad humana. Muy crítico con las prácticas y costumbres de su tiempo, presentó una diatriba contra las ciencias y las artes en la que afirmaba que, lejos de depurar las costumbres humanas, entorpecen y alejan de la virtud. 
Mientras el gobierno y las leyes proveen lo necesario para el bienestar y la seguridad de los hombres, las ciencias, las letras y las artes, menos despóticas y quizá más poderosas, extienden guirnaldas de flores sobre las cadenas que los atan, anulan en los hombres el sentimiento de libertad original, para el que parecían haber nacido, y les hacen amar su esclavitud y les convierten en lo que se suele llamar pueblos civilizados. La necesidad creó los tronos; las ciencias y las artes los han fortalecido
Pero, además, el cultivo de las ciencias y las artes era responsable para él también del declive de la moral, de la inocencia perdida y del desarrollo "del lujo, la disolución y la esclavitud". El depuesto rey de Polonia y duque de Lorena, Estanislao I Leszczynski, intentó refutar a Rousseau con otro discurso.